# Deep Space Nine űrállomás

Kilences űrállomás

A Deep Space Nine (Kilences űrállomás; gyakori rövidítése DS9) egy űrállomás a Star Trek azonos nevű harmadik sorozatában (Star Trek: Deep Space Nine), mely a cselekmény fő színhelye.
A DS9 a hajdani Terok Nor nevű kardassziai bányászállomás, a határ menti Bajor-rendszerben. Az állomás a kardassziaiak visszavonulásakor került bajori–föderációs felügyelet alá, és azért különösen jelentős, mert az ez idáig ismert egyetlen, a Gamma kvadránsba vezető stabil féregjárat közelében található. Az állomás a Gamma kvadráns felderítése szempontjából rendkívül fontos bázis, egyben fontos kereskedelmi és közlekedési központ, itt van az állomáshelye a Csillagflotta űrkompjainak és a USS Defiant csillaghajónak. 
Az állomás és személyzete alapvető szerepet játszik a bajori szektor, a féregjárat és a Domínium Háború életében, eseményeiben.

## Leírás
A DS9 űrállomásnak több mint egy kilométer az átmérője, egy külső dokkoló gyűrűből, egy belső lakógyűrűből, és a központi magból áll, amely helyet ad a Promenádnak, a fúziós reaktornak és az operációs központnak. Három dokkoló pilon nyúlik fel és le egymástól egyenlő távolságra a dokkoló gyűrűből, mintegy gömb formát adva az űrállomásnak.  Az űrállomás aktuális pozíciója a féregjárat kijárata, mintegy három órányi űrútra a Bajortól. 
A Promenád a legnagyobb közösségi tér, egy sétálóutca, amelyen a látogatók és a helybéliek összegyűlnek. Itt található Quark Bárja (a személyzet által legkedveltebb állandóan nyitva tartó szórakozóhely), a betegszoba, a Replimata, a bajori szentély, Garak ruhaüzlete, Odo biztonsági főnök irodája, az ásványvizsgáló, a cukorkás bódé, és – az első évad epizódjaiban – Keiko O’Brien iskolája. A fegyverraktárak az 5-ös szinten, a börtöncellák pedig a lakóövezet 3-as szektorában találhatóak. Az űrállomásnak normális esetben körülbelül 300 állandó lakosa van, bár szükség esetén akár 7000 ember is menedéket találhat rajta.
A Star Trek Enciklopédia szerint: „Az űrállomás modelljét Herman Zimmerman és Rick Sternbach tervezte, hozzájárult még: Ricardo Delgado, Joseph Hodges, Nathan Crowley, Jim Martin, Rob Legato, Gary Hutzel, Mike Okuda, és az executive producer Rick Berman. A modelminiatűrt Tony Meininger készítette el.” 
|  | Alább a cselekmény részletei következnek! |

## Történet
Az űrállomás eredetileg a kardassziaiak Terok Nor nevű bányászati és finomító állomása volt, amely a Bajor körüli orbitális pályán keringett. Bajori rabszolgák építették a kardassziai uralom alatt 2351-ben, az állomás vezetője Gul Dukat, Bajor utolsó kardassziai elöljárója volt. A kardassziaiak a bajori megszállás végén, 2369-ben hagyták el, miközben minden mozdítható értéket elvittek az állomásról, így az teljesen lecsupaszítva került bajori felügyelet alá.
A bajori ideiglenes kormány a Bolygók Egyesült Föderációjának közreműködését kérte, ekkor kapta új nevét: Kilences Űrállomás (Deep Space Nine – DS9) és új parancsnokát, Benjamin Sisko parancsnokot, akit később kapitánnyá léptettek elő. A Föderáció jelenlétének ellenére az állomás bajori felségterület maradt. Röviddel azután, hogy Sisko kapitány átvette a parancsnokságot, legénysége felfedezte a bajori féregjáratot. Ekkor, hogy kifejezzék a Bajor jogot formál a féregjárat felügyeletére az űrállomást a féregjárat szájához telepítették, felruházva nagyon fontos kereskedelmi, tudományos és stratégiai feladatokkal.
A Domíniummal való 2371-es összeütközés után és más változékony körülmények következtében az állomást átalakították és felfegyverezték. Az űrállomás teljes fegyverzete a következőkből áll: 5000 fotontorpedó, különféle phaser töltetek és pajzsok, melyek az állomás 300 méteres környezetére terjednek ki. Ezeket a fejlesztéseket először a klingonok Kardasszia elleni támadásakor használták 2372 elején. A Domínium-háború kezdetekor (2373 végén) az állomás rövid időre a Domínium kezére jutott, mit aztán 2374 elején a föderációs és klingon erők foglalták vissza a bajori csata után.
Eltekintve a sikertelen bajori katonai puccs, a domíniumi megszállás és az állomást rövid kiürítésének időszakától, Sisko kapitány volt a DS9 parancsnoka 2371-es kinevezésétől egészen a Domínium-háború végéig, vagyis 2375-ig, amikortól is Kira Nerys ezredes töltötte be ezt a posztot.

## Tükör Univerzum
"Terok Nor" a Tükör Univerzumban is egy űrállomás, mely a klingon-kardassziai szövetség felügyelete alatt épült a Bajor körüli orbitális pályán (mivel ott a féregjáratot nem ismerik). 2370-ben az állomás a Szövetség harcálláspontja bajori szektorban, Kira Nerys kapitány parancsnoksága alatt. Az űrállomás ezen kívül a Bajoron bányászott uridium nevű érc feldolgozására is szolgál; a feldolgozó létesítményekben földi rabszolgák dolgoznak.